# Loukomorié

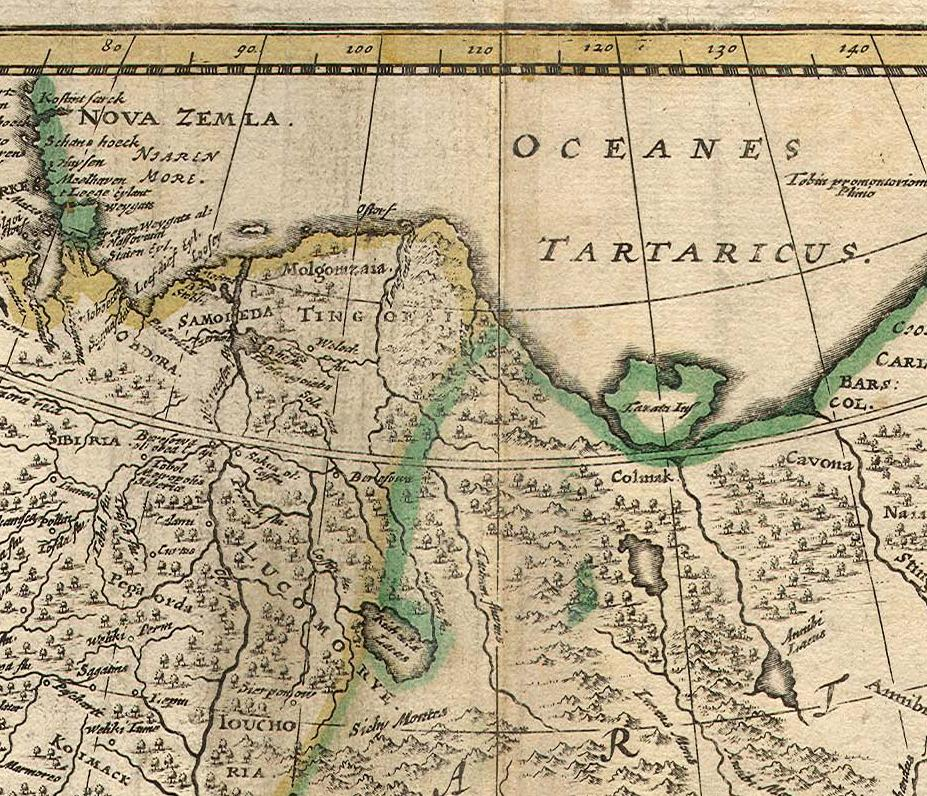
Fragmento de un mapa del hecho por Gerrit van Schagen que muestra el país legendario de Loukomorié (en el centro).

En la mitología rusa, Lukomórie (en ruso: Лукомо́рье) es un país legendario de las primitivas creencias populares de Rusia. Estaba habitado por hombres fantásticos con cabeza de perro, peces de figura humana y otros seres.
El país de "Lucomoria" fue descrito en diversos mapas antiguos de Siberia y Moscovia.